# تاكيهيكو أأوكي
تاكيهيكو أأوكي (باليابانية: 青木 武彦) (مواليد 28 نوفمبر 1974)، هو لاعب كرة قدم سابق كان يلعب كلاعب وسط.